# 1982 Кліне
1982 Кліне (1982 Cline) — астероїд головного поясу, відкритий 4 листопада 1975 року.
Тіссеранів параметр щодо Юпітера — 3,534.